# Ron Brown (Politiker, 1940)
Ronald Duncan Mclaren Brown (* 29. Juni 1940 in West Pilton, Edinburgh, Schottland; † 3. August 2007 in Edinburgh), bekannt als Ron Brown und oft als Red Ron bezeichnet, war ein Member of Parliament für die Scottish Labour Party. Er wurde bei der Unterhauswahl 1979 erstmals ins House of Commons gewählt und vertrat seinen Wahlkreis Edinburgh Leith bis zur Unterhauswahl 1992, bei der er nicht mehr gewählt wurde. Brown wurde bei verschiedenen Gelegenheiten von seinem Mandat suspendiert, am bekanntesten war dabei der Vorfall von 1988, als er den Zeremonienstab beschädigte.

## Frühes Leben
Brown wurde in West Pilton in Edinburgh als Kind einer Familie der Arbeiterklasse geboren. Sein Vater war im Maschinenbau tätig. Er besuchte die Pennywell Primary School, die Ainslie Park High School und das Bristo Technical Institute. Er absolvierte seinen Wehrdienst beim Royal Corps of Signals und machte danach eine fünfjährige Berufsausbildung als Maschinenführer. Ein Arbeitsunfall während seiner Tätigkeit als Elektriker führte zu einer teilweisen Gesichtslähmung und Narben, obwohl er operativ behandelt wurde. Er wurde ein aktives Mitglied der Amalgamated Union of Engineering Workers. Zusammen mit seiner Frau May, die er 1963 heiratete, zog er zwei Söhne auf.
Anfang der 1970er Jahre wurde er für Central Leith in den Edinburgh Town Council gewählt und 1974 in den Lothian Regional Council. Während der 1970er Jahre besuchte er mehrmals Muammar al-Gaddafi in Libyen und versuchte, Handelsverbindungen zwischen Schottland und dem nordafrikanischen Staat anzuknüpfen. Aus seinem Mund konnte man auch Äußerungen zur Unterstützung der kommunistischen Regierungen in Afghanistan, Albanien und Nordkorea vernehmen.

## Parlamentarische Karriere
Brown wurde 1979 als Volksvertreter des Wahlkreises Edinburgh Leith in das House of Commons gewählt, nachdem sein Amtsvorgänger, der Labour-Abgeordnete Ronald King Murray sich zurückgezogen hatte, um ein Senator of the College of Justice zu werden. Brown gewann den Sitz mit einem Vorsprung von 3000 Stimmen. Obwohl er kontrovers beurteilt wurde, war Brown populär und baute bei den folgenden Wahlen seinen Vorsprung aus, bei der Unterhauswahl 1987 betrug sein Vorsprung mehr als 11.000 Stimmen.
Während seiner Zugehörigkeit zum Unterhaus wurde er vom Speaker dreimal suspendiert. Im April 1981 wurde er für fünf Sitzungstage ausgeschlossen, weil er den Abgeordneten der Konservativen Nicholas Fairbairn einen Lügner nannte und im Juli 1981 für zwanzig Sitzungstage, nachdem er ein Protestbanner an seiner Abgeordnetenbank befestigte.
Während einer Debatte über die Poll tax ergriff er 1988 den Zeremonienstab und warf ihn auf den Boden. Er stimmte dann zwar zu, eine schriftliche Entschuldigung im Unterhaus zu verlesen, fügte bei dieser Gelegenheit jedoch weitere Kommentare hinzu und bezeichnete seine Entschuldigung als „Müll“, was ihm einen Ausschluss von 20 Sitzungstagen einbrachte. Außerdem musste er die Reparaturrechnung in Höhe von 1500 Britischen Pfund bezahlen. Seine Fraktion schloss ihn für drei Monate aus.
Im Verlauf eines Steuerstreikes verweigerte er die Zahlung dieser Steuern und musste schließlich vor einem Sheriff Court erscheinen.
Die Labour Party schloss ihn 1991 aus, nachdem er einen Strafbefehl in Höhe von 1000 Pfund wegen Sachbeschädigung erhielt, weil er in der Wohnung seiner Exfreundin in Sussex Schäden angerichtet hatte. Demzufolge wurde er bei der Wahl 1992 nicht mehr von Labour aufgestellt. Er versuchte seine Wahlchancen als unabhängiger Kandidat zu erhalten, wurde aber mit einem Stimmenanteil von 10,3 % nur Fünfter. Sein Nachfolger wurde der offizielle Labour-Kandidat Malcolm Chisholm.

## Leben nach der parlamentarischen Laufbahn
Nachdem er nicht mehr dem Unterhaus angehörte, blieb er aktiv in öffentlicher Funktion, etwa als Präsident des Edinburgh Trade Unions Council.
Brown war ein Kandidat der Scottish Socialist Party bei der Wahl zum Schottischen Parlament 1999, wurde aber nicht gewählt. Nachdem sich die von Tommy Sheridan angeführte Solidarity abspaltete, blieb Rown Mitglied der SSP.
Seine Ehefrau starb 1995. Brown erlag nach langer Krankheit 2007 einem Leberversagen.